# Comuna Didești, Teleorman
Didești este o comună în județul Teleorman, Muntenia, România, formată din satele Didești (reședința), Însurăței și Satu Nou.

## Demografie
Componența etnică a comunei Didești
     Români (95,24%)
     Alte etnii (4,76%)
Componența confesională a comunei Didești
     Ortodocși (94%)
     Alte religii (0,79%)
     Necunoscută (5,2%)
Conform recensământului efectuat în 2021, populația comunei Didești se ridică la 1.134 de locuitori, în scădere față de recensământul anterior din 2011, când fuseseră înregistrați 1.322 de locuitori. Majoritatea locuitorilor sunt români (95,24%). Din punct de vedere confesional, majoritatea locuitorilor sunt ortodocși (94%), iar pentru 5,2% nu se cunoaște apartenența confesională.

## Istorie
La sfârșitul secolului al XIX-lea, comuna făcea parte din plasa Târgului a județului Teleorman și era alcătuită din cătunele Didești și Știrbiți cu o populație de 1003 de locuitori. În comună funcționa o școală mixtă cu 19 elevi. Drept biserică, comuna era deservită de Schitul-Didești, zidită pe timpul lui Neagoe Basarab.
Anuarul Socec din 1925 consemnează comuna în plasa Roșiorii de Vede a aceluiași județ și cu o populație de 1348 de locuitori. La acea vreme, satul Însurăței, aparținea comunei Merișani (care acum este sat în comuna Dobrotești). În anul 1931, comuna era împărțiță în satele Didești, Nătărăi și Răsfirați.
În anul 1950, comuna a trecut în administrația raionului Roșiorii de Vede al regiunii Teleorman, raion care, doi ani mai târziu, a fost inclus în regiunea București. În anul 1964, satele Nătărăi și Răsfirați, primesc numele de Satu-Nou și Ceretu.
În anul 1968, comuna a fost transferată la județul Teleorman în structura actuală. Tot atunci, satul Ceretu este desființat și contopit cu satul Didești, comuna primind și satul Însurăței, de la comuna Merișani, care a fost desființată și trecută la comuna Dobrotești.

## Politică și administrație
Comuna Didești este administrată de un primar și un consiliu local compus din 9 consilieri. Primarul, Barbu Măceacă[*], de la Partidul Național Liberal, este în funcție din 1 noiembrie 2024. Începând cu alegerile locale din 2024, consiliul local are următoarea componență pe partide politice:
|  | Partid                          | Consilieri | Componența Consiliului | Componența Consiliului | Componența Consiliului | Componența Consiliului | Componența Consiliului | Componența Consiliului | Componența Consiliului | Componența Consiliului |
|  | ------------------------------- | ---------- | ---------------------- | ---------------------- | ---------------------- | ---------------------- | ---------------------- | ---------------------- | ---------------------- | ---------------------- |
|  | Partidul Național Liberal       | 8          |                        |                        |                        |                        |                        |                        |                        |                        |
|  | Alianța pentru Unirea Românilor | 1          |                        |                        |                        |                        |                        |                        |                        |                        |

## Monumente istorice
Patru monumente istorice se găsesc în comuna Didești, printre care fostul schit Didești care datează din secolul al XVIII-lea, Biserica "Adormirea Maicii Domnului" din satul Didești datând din secolul al XIX-lea, ruinele unui beci (casă egumenească), datând din secolul al XVIII-lea și niște fragmente unui zid de incintă datând din același secol.

## Personalități
- Gala Galaction (1879 - 1961), scriitor, teolog.
- Dan Gîju (n. 1964), scriitor, publicist.